# Jolana Hradilová
Jolana Hradilová (* 29. Juni 2004) ist eine tschechische Nordische Kombiniererin.

## Werdegang
Hradilová, die für den Sportovní klub Nové Město na Moravě startet, gab am 6. Januar 2018 im Rahmen des Youth-Cup-Wettbewerbs in Harrachov ihr internationales Debüt und belegte dabei den 16. Platz. In den folgenden Jahren nahm sie regelmäßig an weiteren Wettkämpfen dieser Nachwuchsserie teil und erreichte meist die mittleren bis hinteren Ränge. Bei den Nordischen Skispielen der OPA 2019 in Kandersteg wurde sie im Gundersen Einzel der Schülerinnen Zwölfte sowie im Team Zehnte. Mitte Januar 2020 nahm sie an den Olympischen Jugend-Winterspielen 2020 in Lausanne teil, wo erstmals eine Medaillenentscheidung in der Nordischen Kombination der Frauen ausgetragen wurde. Beim Wettbewerb von der Normalschanze Les Tuffes und über vier Kilometer kam Hradilová auf Rang 23 ins Ziel. Wenige Wochen später ging sie erneut bei den Nordischen Skispielen der OPA in Villach an den Start, wo sie mit mehr als drei Minuten Rückstand auf die Siegerin Emilia Görlich Neunte wurde sowie im Team den siebten Platz erreichte. Bei den Nordischen Junioren-Skiweltmeisterschaften 2020 in Oberwiesenthal belegte Hradilová Rang 33 im Einzel sowie gemeinsam mit Petr Šablatura, Tereza Koldovská und Jan Šimek den neunten Platz im Mixed-Team.
Am Wochenende des 22. bis 24. Januars 2021 gab Hradilová in Eisenerz ihr Debüt im Continental Cup, verpasste jedoch an allen drei Wettkampftagen die Punkteränge. Auch bei den kurz darauf stattfindenden Nordischen Junioren-Skiweltmeisterschaften 2021 in Lahti lag sie als 33. außerhalb der besten Dreißig. Im Mixed-Team wurde sie zudem gemeinsam mit Petr Šablatura, Tereza Koldovská und Jiří Konvalinka Zehnte. Am 1. September 2021 gewann Hradilová bei ihrem Debüt im Sommer-Grand-Prix ihre ersten neun Punkte und belegte damit in der Gesamtwertung schließlich den 31. Platz. Anfang Oktober wurde sie tschechische Vizemeisterin. Im Winter 2021/22 nahm Hradilová vorrangig an Junioren-Wettbewerben teil. Erst Mitte Februar startete sie in Eisenerz im Continental Cup. Am dritten Wettkampftag gewann sie ihre ersten fünf Punkte in dieser zweitklassigen Wettkampfserie. Bei den Nordischen Junioren-Skiweltmeisterschaften 2022 in Zakopane belegte sie Rang 21 im Einzel sowie den sechsten Platz im Mixed-Team.
Am 2. Dezember 2022 debütierte Hradilová in Lillehammer im Weltcup. Bei einem Teilnehmerfeld von 30 Athletinnen wurde sie Vorletzte, womit sie zwei Weltcup-Punkte gewann. Zum Saisonende belegte sie den 28. Platz in der Weltcup-Gesamtwertung. Im Winter 2023/24 verzeichnete sie keine Punktgewinne.  Bei den Nordischen Skiweltmeisterschaften 2025 in Trondheim belegte sie im Massenstart Rang 35, im Mixed-Team den zehnten Platz sowie im Gundersen Einzel Rang 38.

## Statistik

### Weltcup-Platzierungen
| Saison  | Platz | Punkte |
| ------- | ----- | ------ |
| 2022/23 | 28.   | 27     |
| 2024/25 | 46.   | 14     |

### Grand-Prix-Platzierungen
| Saison | Platz | Punkte |
| ------ | ----- | ------ |
| 2021   | 31.   | 09     |
| 2022   | 24.   | 23     |

### Continental-Cup-Platzierungen
| Saison  | Platz | Punkte |
| ------- | ----- | ------ |
| 2021/22 | 40.   | 05     |
| 2024/25 | 31.   | 62     |